# Cheytan Ibrahim Pacha

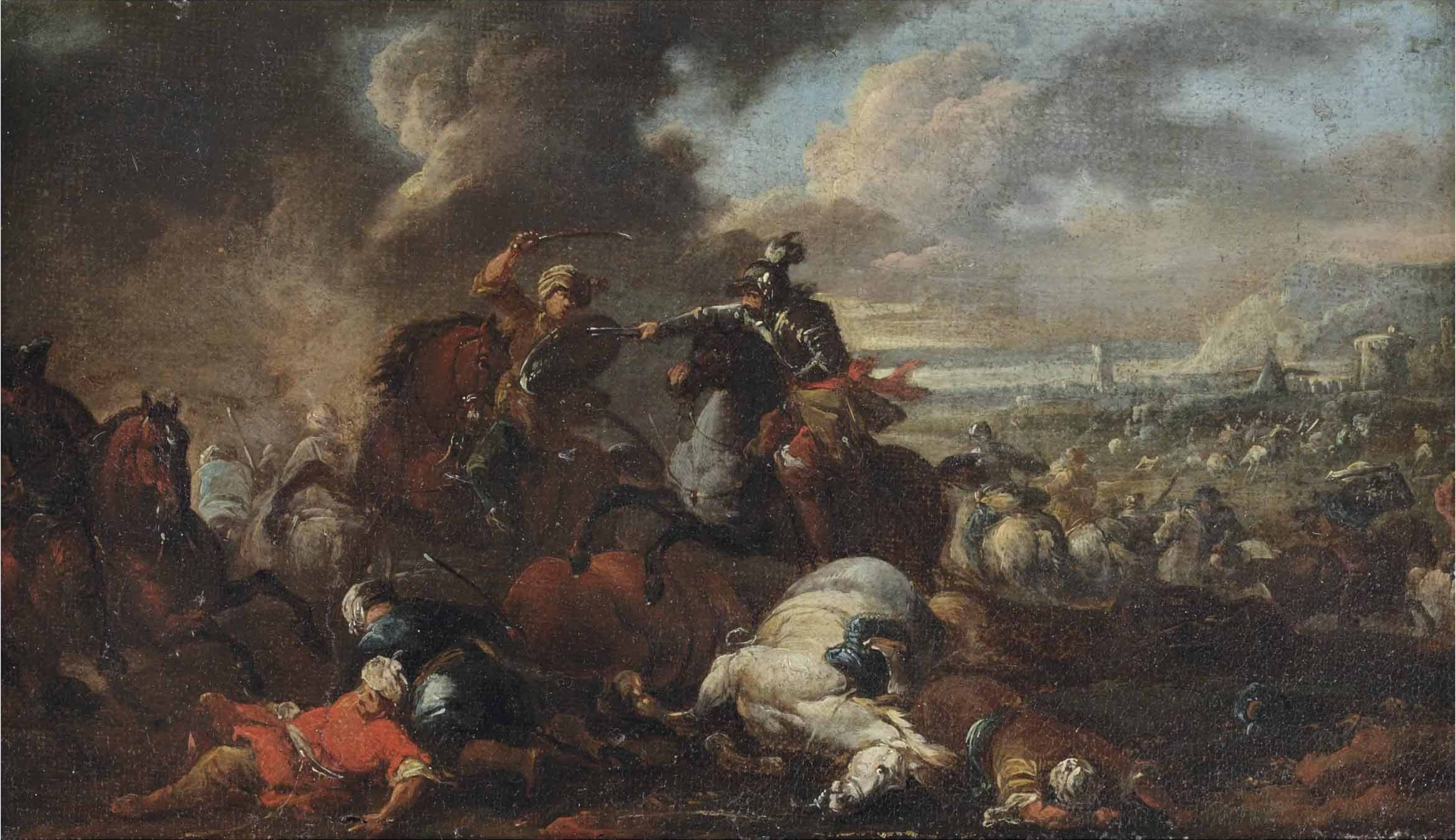
Bataille entre chrétiens et Ottomans, atelier d'August Querfurt (XVIIIe siècle)

Cheytan Ibrahim Pacha ou Ibrahim Scheïtan, en turc Şeytan İbrahim Paşa, pacha ottoman mort en 1685. Surnommé Cheytan (« le diable ») à cause de son intrépidité, il occupe plusieurs postes militaires et administratifs en Égypte, Syrie, Morée, dans les provinces d'Erzurum et  de Diyarbakır.
En 1676, il est envoyé de Damas pour commander l'armée en Ukraine ottomane pendant la guerre polono-turque de 1672-1676 ; il affronte l'armée polono-lituanienne de Jean Sobieski avec qui il finit par signer la paix.
Pendant la guerre austro-turque de 1683-1699, il participe au siège de Vienne en 1683 puis au premier siège de Buda en 1684. Le 1er août, le gouverneur de Buda, Kara Mohammed Pacha, est tué par une bombe ; Cheytan Ibrahim Pacha lui succède et tient en échec l'armée du Saint Empire. Lors de la retraite de l'armée assiégeante en novembre, le sultan envoie des présents à Ibrahim et lui confère le rang de serasker (commandant en chef) en Hongrie ottomane à la place de Mustafa Pacha de Rodosto. L'année suivante, Ibrahim subit une défaite à la bataille d'Esztergom le 16 août 1685. Peu après, il perd la province d'Uyvar dont la capitale (Uyvar en turc, Neuhaeusel en allemand, Nové Zámky en slovaque) est prise d'assaut par les troupes impériales d'Aeneas Sylvius de Caprara le 19 août, et il doit abandonner la forteresse de Novigrad Podravski.
Ibrahim tente alors d'ouvrir des négociations avec Charles de Lorraine, chef de l'armée chrétienne de la Sainte Ligue, et fait restaurer le pont d'Osijek (Essek) pour évacuer son armée. Condamné pour trahison par la Sublime Porte, il est décapité à Belgrade le 3 décembre 1685 et sa tête portée à Edirne,.

## Sources et bibliographie
- (tr) Cet article est partiellement ou en totalité issu de l’article de Wikipédia en turc intitulé « Şeytan İbrahim Paşa » (voir la liste des auteurs) dans sa version du 17 septembre 2016.
- J. de Hammer, Histoire de l'Empire Ottoman depuis son origine jusqu’à nos jours, Paris, 1838
- Augustin Calmet, Histoire ecclésiastique et civile de Lorraine, 1728